# Shaheed Minar
Lo Shaheed Minar (in Bengalese: শহীদ মিনার) è un monumento nazionale situato a Dacca, in Bangladesh, realizzato per commemorare i martiri del movimento per la conservazione della lingua madre nel 1952. (Shaheed significa martire).
Per capire la situazione che portò alla nascita di questo monumento dobbiamo ricordare che il Bangladesh, fino al 1971, era la parte orientale del Pakistan, ed era perciò chiamato Pakistan orientale. La lingua ufficiale era però l'urdu, parlata nel Pakistan occidentale (attuale Pakistan) e la lingua bengalese, pur essendo parlata da più di cento milioni di persone, non godeva di uguali diritti.
Ciò portò nel 1952 alla nascita di un movimento di protesta: il Movimento per la lingua (in Bengalese: ভাষা আন্দোলন; Bhasha Andolon). Il 21 febbraio 1952 dozzine di studenti ed attivisti politici furono uccisi quando la polizia pakistana aprì il fuoco sui protestanti che stavano chiedendo per la loro lingua nativa, il Bengalese (in Bengalese: বাংলা; ˈbaŋla) uguali diritti rispetto alla lingua urdu. Il massacro si verificò presso l'Università di Medicina e il parco di Ramna, a Dacca.
Un monumento fu eretto la stessa notte da studenti dell'università di Dacca ed altre istituzioni, ma fu presto demolito dalle forze pakistane.
Il movimento per la lingua alla fine prevalse e, dopo anni di conflitto, nel 1956 il governo centrale cedette e concesse lo status di lingua ufficiale al Bengalese, che acquisì così gli stessi diritti dell'urdu. Per commemorare i martiri, lo Shaheed Minar fu progettato e costruito da Hamidur Rahman, uno scultore locale. Il monumento rimase al suo posto fino alla guerra del 1971 quando venne demolito dai militari pakistani durante azioni contro i civili che causarono 3.000.000 vittime.
Dopo l'indipendenza del Bangladesh il monumento fu ricostruito. Oggi lo Shaheed Minar è il centro delle attività culturali di Dacca.
Il 21 febbraio si ricordano le vittime dello sterminio e recentemente la stessa data è stata scelta dall'UNESCO come giornata internazionale della lingua madre.
A Roma, nel parco Rabin a fianco di via Panama, è stato eretto un monumento dedicato alla Lingua Madre. Copia del Monumento Centrale alla Lingua Madre originale, situato a Dacca, è dedicato idealmente ai martiri del Bangladesh morti per difendere la propria lingua madre, il Bangla. Contiene iscrizioni nelle principali lingue mondiali, e può essere considerato, estensivamente, un omaggio all'indipendenza linguistica e alla salvaguardia delle realtà glottoculturali dei paesi economicamente poco influenti a livello internazionale.
Dal 2011, anno della sua inaugurazione, in occasione della Giornata Internazionale della Lingua Madre, vi si tiene una cerimonia ufficiale commemorativa, organizzata dall’Ambasciata del Bangladesh.